# Maison de Verre
Maison de Verre (glashuset) är ett bostadshus i 7:e arrondissementet i Paris i Frankrike. Det ritades av den franske inredningsarkitekten Pierre Chareau i samarbete med den nederländske arkitekten Bernard Bijvoet som bostad för familjen Dalsace och praktik åt gynekologen Jean Dalsace.
Det byggdes 1928–1932 i nedre delen av en äldre byggnad som familjen Dalsace hade haft för avsikt att riva. Hyresgästen på översta våningen vägrade dock att sälja sin våning, så man tvingades att riva de tre nedersta våningarna i huset utan att påverka den fjärde.
Huset är byggt i modernistisk stil av stål, glas och glasblock och inredningen präglas av industriella detaljer såsom gummiklädda golv, perforerade metallplåtar och synliga stålbalkar.
Jean Delsace, som var medlem i kommunistpartiet, upplät i mitten av 1930-talet sitt vardagsrum till en litterär salong där  marxistiska intellektuella som Walter Benjamin och surrealistiska poeter och konstnärer som Louis Aragon, Paul Éluard, Jean Cocteau, Yves Tanguy, Joan Miró och Max Jacob regelbundet träffades.
År 2006 såldes huset till den amerikanska bankmannen och konstsamlaren Robert Rubin, som lät renovera det. Huset används som privatbostad, men visas ibland för speciellt inbjudna.